# Metapenaeopsis quinquedentata
Metapenaeopsis quinquedentata är en kräftdjursart som först beskrevs av De Man 1907.  Metapenaeopsis quinquedentata ingår i släktet Metapenaeopsis och familjen Penaeidae. Inga underarter finns listade i Catalogue of Life.